# カストロノーヴォ・ディ・シチーリア
カストロノーヴォ・ディ・シチーリア（イタリア語: Castronovo di Sicilia, シチリア語: Castrunovu）は、イタリア共和国シチリア自治州パレルモ県にある、人口約3,000人の基礎自治体（コムーネ）。

## 地理

### 位置・広がり
パレルモ県南部のコムーネ。シチリア島北岸のテルミニ・イメレーゼから南南西へ35km、シチリア島南岸のアグリジェントから北へ41km、州都・県都パレルモから南南東へ53kmの距離にある。

#### 隣接コムーネ
隣接するコムーネは以下の通り。括弧内のAGはアグリジェント県、CLはカルタニッセッタ県所属を示す。
- アーリア
- ビヴォーナ (AG)
- カンマラータ (AG)
- レルカーラ・フリッディ
- パラッツォ・アドリアーノ
- プリッツィ
- ロッカパルンバ
- サント・ステーファノ・クイスクイーナ (AG)
- スクラーファニ・バーニ
- ヴァッレルンガ・プラタメーノ (CL)